# Artěmij Safronovič Babinov
Artěmij Safronovič Babinov (rusky Артемий Сафронович Бабинов, † po roce 1619, Verch-Jajva, Ruské carství) byl měšťan z Usolje Kamskoje, který objevil Babinovskou cestu a sehrál tak důležitou roli při ruském dobývání Sibiře.

## Život
Artěmij Babinov pocházel z Usolje Kamskoje, což je dnešní město Solikamsk, kde měl právo takzvaného posadského muže, což byla ruská středověká obdoba měšťana. Babinov často cestoval východním směrem, do méně známých oblastí Sibiře. Využíval k tomu tzv. Čerdynskou cestu, jejíž historie začíná již v 6. století. Rusové přístup k této cestě získali v roce 1472 a postupně ji rozvíjeli. Přes tuto cestu se z Babinova rodného města dalo dojít postupně proti proudu mnoha řek až k Irtyši a Obu.
Podle legendy popsané v knize Nejlepší cesty po středním Uralu Artěmij Babinov v roce 1597 narazil u jeskyně Chanving na domorodé Voguly, kteří zde slavili pohanské obřady. Pak je sledoval nepozorovaně po jejich tajné domorodé stezce až k řece Tura. Aby neztratil cestu, lámal větve stromů. Po návratu do Solikamsku podal Artěmij zprávu caru Fjodoru I. Ivanoviči o objevení nové pozemní cesty, která byla osmkrát kratší než dosavadní říční Čerdynská cesta.
Za objevení pozemní cesty car Fjodor I. Ivanovič přiděl Babinovi pozemky na horním toku řeky Jajva a osvobodil ho od placení daní. Babinov byl přijat do státní služby a až do konce života dohlížel na údržbu cesty na Sibiř. V oficiálních dokumentech té doby byl nazýván vedoucím sibiřské cesty. Mezi lidmi se cestě začalo říkat po Babinovi Babinovská cesta nebo zkráceně jen Babinovka. Tato cesta byla využívána až do roku 1763, kdy byla nahrazena Sibiřským traktem.
Po více než 20 letech života na svých pozemcích u řeky Jajva se Artěmij Babinov rozhodl odejít za Ural a založit první osadu v ústí řeky Rež, kde žili převážně Tataři. V roce 1619 požádal Babinov o povolení založit osadu i násilím, což mu bylo carem povoleno. Vojvoda Danila Milovskij, který ale tamní oblast považoval za svůj svrchovaný majetek, poslal carovi do Moskvy stížnost na Babinova. V červenci 1620 přišel z hlavního města příkaz, podle kterého musel Babinov vrátit půdu Tatarům a i se svými osadníky se vrátit na své pozemky na Jajvě. To je poslední historický záznam o Babinovi.
Babinov zemřel někdy po roce 1620 v osadě Verch-Jajva, která byla jeho majetkem. Je pohřben na tamním starém hřbitově.